# Петер Карстен
Петер Карстен (Вајсенбург ин Бајерн, 30. април 1928 — Луција, Порторож, 20. април 2012) био је немачко-југословенски филмски глумац и продуцент који је имао дугу и плодну међународну каријеру. На простору бивше Југославије је најпознатији по низу улога у партизанским филмовима у којима је углавном тумачио улоге немачких официра, војника и дипломата.
Рођен је у Немачкој као Гинтер Рамзенталер, а први пут је глумио у позоришту у Хановеру. Године 1970. преселио се у Југославију. Био је ожењен српским костимографом Дивном Јовановић.
Карстен је глумио у великом броју филмова снимљених у бившој Југославији током седамдесетих година прошлог века, а најпознатији су партизански филмови и серије, Повратак отписаних и Партизанска ескадрила. Играо је и у партизанским филмовима Девојачки мост, Врхови Зеленгоре, Партизани, као и у филму Вариола вера.
Најчешће је глумио заједно са Велимиром Батом Живојиновићем, Бекимом Фехмијуом, Љубишом Самарџићем, али и многим другим српским и југословенским глумцима.
Преминуо је 20. априла 2012. године у Словенији у месту Луција код Порторожа.

### Улоге
| Год.     | Назив                          | Улога                                              |
| -------- | ------------------------------ | -------------------------------------------------- |
| 1960.-те |                                |                                                    |
| 1968.    | Последњи воз из Катанге        | Капетан Хенлaјн                                    |
| 1970.-те |                                |                                                    |
| 1974.    | Партизани                      | Пуковник Хенке                                     |
| 1974.    | Партизани (ТВ серија)          | Пуковник Хенке                                     |
| 1975.    | Песма (ТВ серија)              |                                                    |
| 1976.    | На путу издаје                 | Ханс Хелм                                          |
| 1976.    | Девојачки мост                 | Мајор Колбe                                        |
| 1976.    | Врхови Зеленгоре               | Немачки пуковник                                   |
| 1977.    | Марија                         | Кaпeтaн Крумахер                                   |
| 1977.    | Хајка                          | Жандар                                             |
| 1978.    | Стићи пре свитања              | Мајор Крамер                                       |
| 1978.    | Повратак отписаних (ТВ серија) | Генерал фон Фридрикс                               |
| 1979.    | Партизанска ескадрила          | Немачки генерал                                    |
| 1979.    | Трен                           | Немац из Вршца                                     |
| 1979.    | Паклени оток                   | Заповедник немачког брода                          |
| 1979.    | Слом                           | Виктор фон Херен, посланик Трећег рајха у Београду |
| 1980.-те |                                |                                                    |
| 1980.    | Рад на одређено време          | Странац у хотелу                                   |
| 1982.    | Вариола вера                   | Епидемиолог из УН-а                                |
| 1982.    | Операција Теодор               |                                                    |
| 1985.    | Двоструки удар                 | Немачки генерал                                    |
| 1986.    | Досије                         |                                                    |
| 1989.    | Донатор                        | Мајор Зигфрид Хандке                               |
| 1990.-те |                                |                                                    |
| 1991.    | Српкиња                        | Цариник                                            |